# 府中味噌
府中味噌（ふちゅうみそ）は広島県の味噌。県東部の府中市付近で作られてきた事から、この名前がある。

## 概要
米味噌の白色系甘味噌で、きめが細かく透き通るような白色と豊かな風味が特徴。良質な米と、皮を除いた大豆を原料とする。かつては高級品とされたが、現代では日常の調理に広く用いられている。

## 歴史
神石郡や比婆郡など、現在の広島県北部にあたる地域では古くから良質な白芽大豆が栽培され、さらに神谷川および芦田川流域の金丸米、深津郡の食塩など味噌の材料が入手しやすかった。これに加えて温暖な瀬戸内海式気候が味噌の醸造に適しており、白味噌が備後府中一帯で製造されるようになったと見られる。一説には、天和年間に大戸久三郎が府中味噌を初めて作ったとも言われる。江戸時代には豆腐屋や農家が家内制手工業で生産していた。
品質の向上とともに備後福山藩主にも献上されるようになり、味を評価した藩主が参勤交代の際に将軍や諸侯に贈答した結果、全国的な知名度が高まったという。また、江戸時代の府中は西国街道と出雲方面を結ぶ要衝だったため、たばこなど備後国の産物の取引が盛んになるとともに府中味噌も各地に送られるようになった。
明治時代に入ると専門の味噌工場が出現し、生産規模が大きくなった。府中味噌は醸造期間が短いため、良質な大豆や米など原料の精選および処理が重視されてきた。現代では府中市だけでなく、県内各地で生産されている。広島県全体では生産者の集約などを経て1973年には味噌の年間出荷量が15,000トンに達し、他県へも出荷されるようになった。2009年の調査における広島県の味噌生産量は10,246トンとなっており、これは全国8位に相当する。